# アメリカン・ゾエトロープ
アメリカン・ゾエトロープ (英: American Zoetrope 別名：ゾエトロープ・スタジオ（英: Zoetrope Studios、1979年 - 1990年）) はフランシス・フォード・コッポラとジョージ・ルーカスが設立した映画製作スタジオの名称。

## 概要
アメリカン・ゾエトロープ社は、1969年にサンフランシスコ郊外の倉庫に設立され、『地獄の黙示録』などコッポラ作品だけではなく、『THX 1138』など、「スター・ウォーズ・シリーズ」以前のルーカス作品の製作も行った。
後に破産し、現在は名前と経営組織を変えて存続しており、コッポラの愛娘であるソフィア・コッポラの『ロスト・イン・トランスレーション』の製作などを行っている。
また、1970年から2004年まで、この会社はテレシネ、音響効果、編集などのポストプロダクションの請負作業も行っていた。この期間、ポストプロダクションのトップだったKim Aubryは、2005年にDVDの製作機能を追加してZAP Zoetrope Aubry Productionsを設立した。このDVD製作会社はハイクオリティDVDを製作し非常に高い評価を受けている。